# Mikrofluidyka

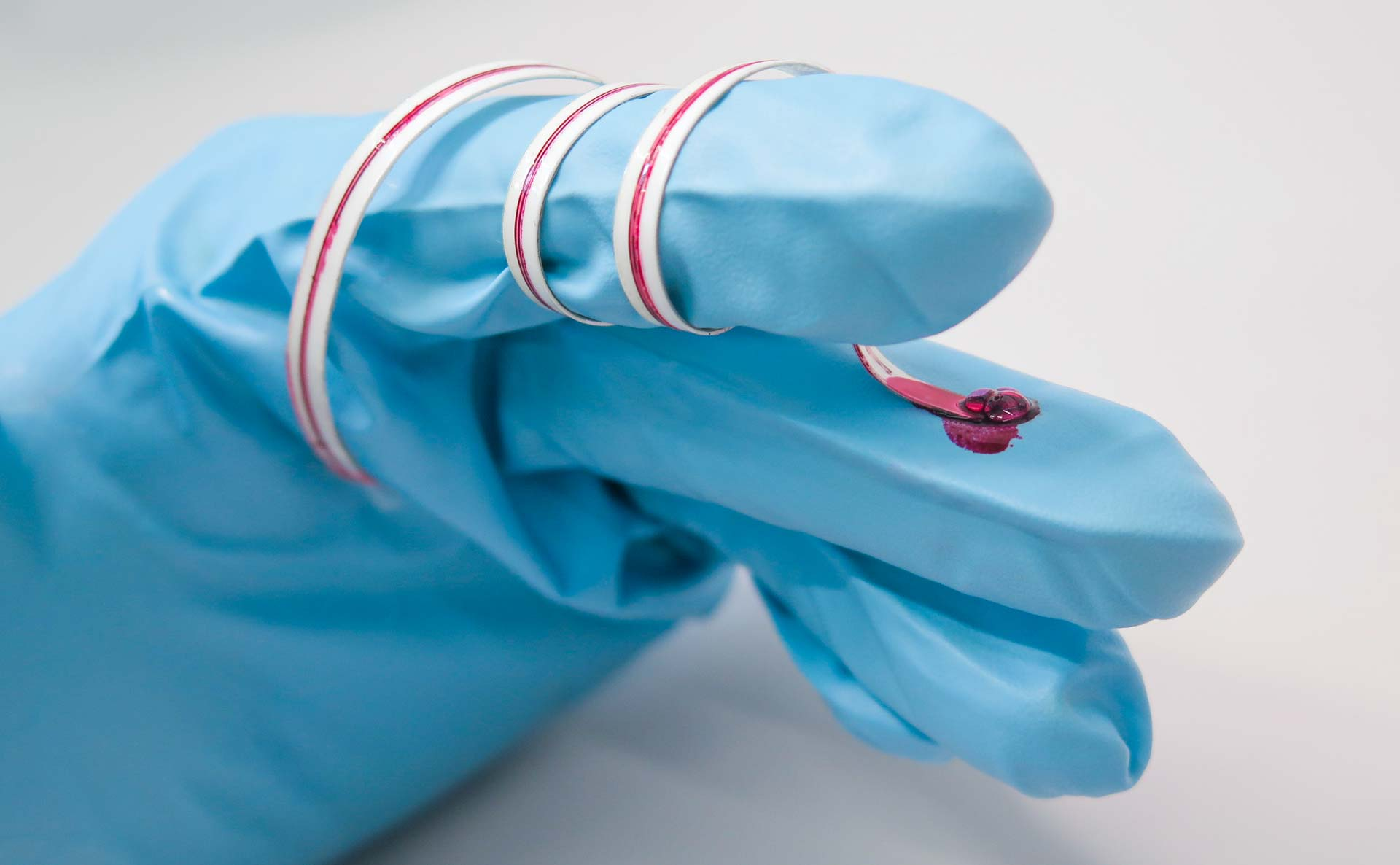
Sensor mikrofluidyczny

Mikrofluidyka – nauka opisująca zachowanie, precyzyjną kontrolę i manipulację płynami w małej skali (zwykle submilimetrowej), w której siły powierzchniowe dominują nad siłami objętościowymi. Ma ona praktyczne zastosowanie w projektowaniu układów mikroprzepływowych. Mikroprzepływy pojawiły się na początku lat 80. i są wykorzystywane w rozwoju głowic drukujących do drukarek atramentowych, mikromacierzy DNA, technologii "laboratoriów chipowych", i technologii mikrotermicznych w celu osiągnięcia multipleksowania, automatyzacji i badań przesiewowych o wysokiej wydajności.
Układy mikroprzepływowe transportują, mieszają, rozdzielają lub w inny sposób przetwarzają płyny. Są one sterowane pasywnie elementami modyfikującymi przepływ (jego oporniki i akceleratory), wykorzystującymi do działania siły kapilarne. Przykładem mogą być napędy obrotowe wykorzystujące siły odśrodkowe do transportu płynu na chipach pasywnych. Układy mogą być sterowane aktywnie, przez elementy takie jak mikropompy lub mikrozawory. Często procesy normalnie przeprowadzane w laboratorium są miniaturyzowane na pojedynczym chipie, co zwiększa wydajność i mobilność oraz zmniejsza objętość próbek i odczynników.